# Articolazione atlo-occipitale

## Anatomia dell'articolazione atlanto-occipitale
L'articolazione atlanto-occipitale è l'articolazione che si instaura tra l'osso occipitale e la prima vertebra cervicale l'atlante. Si tratta di una coppia di diartrosi, ciascuna con la propria capsula che consente dei movimenti di flesso-estensione e alcuni moderati movimenti di flessione laterale di entrambe le articolazioni. In particolare si instaura tra i condili dell'osso occipitale, che sono convessi ed allungati dall'avanti all'indietro e la faccia articolare superiore delle masse laterali dell'atlante con forma analoga ma concave.
Esternamente è racchiusa da una capsula articolare che si inserisce sul contorno delle superfici articolari ed è completata dalla membrana atlanto-occipitale anteriore, tesa tra il contorno anteriore del foro occipitale e il margine superiore dell'arco anteriore dell'atlante, che presenta una benderella fibrosa da cui trae origine il legamento longitudinale anteriore, e la membrana atlanto-occipitale posteriore tesa tra il contorno posteriore del foro occipitale e il margine superiore dell'arco posteriore dell'atlante attraversata dal primo nervo cervicale e dall'arteria vertebrale.

## Embriologia
La formazione della giunzione atlanto-occipitale comincia circa alla terza settimana di gestazione; Non esistono però criteri unificanti per quanto riguarda l'origine e l'orario morfogenetico delle strutture che compongono la giunzione atlanto occipitale. Il processo comincia con la formazione di una notocorda tra l'ectoderma e l'endoderma. 
L'ectoderma all'estremità encefalica inizia ad ispessirsi mentre nella zona neurale dà origine ad una placca neurale. Una volta raggiunta la linea mediana da vita al solco neurale confinato dalle pieghe neurali. In questa fase, le cellule mesenchimali cominciano ad aggregarsi in 3 regioni dove quella mediale forma il mesoderma parassiale. Le cellule mesodermiche paracordali migrano verso la notocorda nel forame giugulare.
La base del cranio origina con il processo di ossificazione endocondrale inizialmente cartilaginea che viene riassorbita da osso.
Durante la quarta settimana ci sono 42 somiti: 4 occipitali, 8 cervicali, 12 toracici, 5 lombari, 5 sacrali e 8 coccigei. Questi si differenziano in: dermatomo esterno, miotomo interno e sclerotomo mediale. Gli sclerotomi centrali sono adibiti alla formazione dei corpi vertebrali mentre quelli ventrali–mediali migrano attraverso la linea mediana e circondano la notocorda. Ognuno di questi sviluppa l'incisura di Von Ebner che separa cellule craniali da caudali.
La metà superiore di uno sclerotomo caudale si unisce con la metà inferiore dello sclerotomo craniale formando la rappresentazione della vertebra primordiale. I primi 4 sclerotomi si fondono per formare l’osso occipitale e la porzione posteriore del forame magno.
La vascolarizzazione dell’osso occipitale comincia in questo periodo. L’ipoglosso e le prime arterie vertebrali demarcano il segmento occipitocaudale.
A partire dalla fine della terza settimana, si forma una propaggine tubulare e prende forma la piega neurale che delinea una parete laterale che comincia a fondersi lungo la linea mediana per formare un tubo futura giunzione atlanto-occipitale. La fusione procede simultaneamente in senso caudale e craniale.
L’atlante è formato dal primo sclerotomo spinale. Esso è un metamero di transizione la cui porzione centrale si separa fondendosi con il corpo dell'Epistrofeo e formando il processo odontoideo. In uno stadio precoce, un arco ipocordale è posizionato di fronte ad ogni segmento vertebrale ma in seguito scompare, eccetto per la porzione che costituisce l’arco anteriore dell’atlante.

## Patologie

### Sincope causata da anomalie congenitali sulla giunzione craniovertebrale
Secondo recenti studi le anomalie della giunzione craniovertebrale possono essere una rara causa di sincope. I meccanismi della sincope correlati all'anomalia della giunzione craniovertebrale rimangono tuttora sconosciuti. In un caso di un bambino giapponese di 10 anni con un'anomalia congenita nella giunzione craniovertebrale si è presentata una sincope ricorrente. Un esame fisico ha mostrato iperreflessia generalizzata, ma gli esami motori e sensoriali erano normali. La tomografia computerizzata e la risonanza magnetica hanno mostrato invaginazione basilare e compressione del midollo spinale alla sua giunzione craniovertebrale. L'angiografia con tomografia computerizzata tridimensionale ha rivelato un decorso anomalo delle sue arterie vertebrali bilaterali, che mostravano entrambe una prima arteria intersegmentale persistente che entrava nel canale spinale alla porzione caudale dell'arco posteriore C1. In questo caso, le arterie erano quasi schiacciate tra l'arco posteriore C1 e la pars interarticularis del C2. Dopo l'intervento chirurgico, la sincope non è stata osservata.La sincope può essere correlata alla compressione delle arterie extracraniche all'interno del collo. In questo caso, l'ischemia cerebrale transitoria causata dal decorso anomalo delle arterie vertebrali pizzicate tra l'arcata posteriore C1 e la pars interarticularis di C2 in movimento cervicale era la sospetta causa della sincope.

### Associazione fra anomalie della giunzione craniovertebrale e siringomielia
Sono stati compiuti studi per valutare la correlazione tra le anomalie della giunzione craniovertebrale (CVJ) e la siringomielia in pazienti con malformazione di Chiari di tipo-1 (CM1). Lo studio retrospettivo includeva pazienti con CM1 e l'identificazione dei casi è stata effettuata cercando in un database radiologico presso un ospedale universitario dal 2012 al 2017. I pazienti sono stati divisi in 2 gruppi in base alla presenza di anomalie CVJ (CVJ+) o assenti (CVJ-). I dati demografici e clinici dei pazienti sono stati rivisti e sono stati inclusi sessantaquattro pazienti consecutivi con CM1 di età media tra i 17 e i 24 anni; Il 59% erano femmine. Il gruppo CVJ+ aveva più pazienti di sesso femminile (p=0,012). L'anomalia CVJ più frequente è stata la platibasia (71%), seguita da clivus corto (44%) e cifosi cervicale (33%). Le anomalie CVJ erano maggiori nei casi di siringomielia (p=0,045). Tuttavia, i risultati non sono stati significativi quando sono stati esclusi i casi di idrocefalo. Quindi, tra i pazienti con CM1, le anomalie CVJ sono state riscontrate maggiormente nei pazienti con siringomielia. Saranno però necessari studi futuri con una dimensione del campione più ampia per studiare ulteriormente la correlazione tra le anomalie CVJ e sia la siringomielia che l'idrocefalo nei pazienti con CM1.

### Mal di testa Cervicogenico e implicazioni cliniche
Il mal di testa cervicogenico è una sindrome clinica accettata in cui si pensa che il mal di testa provenga dal rachide cervicale. Sfortunatamente, non esistono tecniche di diagnostica per immagini del rachide cervicale e delle strutture associate in grado di determinare l'esatta fonte del dolore. Pertanto, la diagnosi e il trattamento si basano sui principali criteri accettati di presentazione clinica e sull'uso di blocchi nervosi diagnostici per identificare la fonte del dolore prima di considerare un ulteriore trattamento più insistente o neuroablativo. Ciò suggerisce che esistono percorsi anatomici e neurofisiologici coerenti e riproducibili dei tipici schemi di dolore clinico e la capacità del neuroblocco di interrompere costantemente questi percorsi del dolore.

### Occipitalizzazione dell'Atlante e implicazioni cliniche
Uno studio del Dipartimento di Anatomia della Khon Kaen University, Thailandia aveva come scopo l'investigare l'incidenza dell'occipitalizzazione dell'atlante tra I crani di alcuni Thailandesi di modo da contribuire alla consapevolezza su questa condizione. I crani erano ben preservati e non avevano deformazioni craniofacciali. Non erano considerati per lo studio il sesso e l'età. Studiando i dati su ogni individuo è stato trovato che 373 crani erano di uomini 260 di donne, tutti compresi fra 25 e 92 anni. L'occipitalizzazione è stata trovata in 2 crani. Nel primo caso in un maschio di 54 anni, in cui l'atlante era parzialmente fuso all'osso occipitale. Nel secondo invece sempre un maschio di 59 anni mostrava una completa fusione dell'arco anteriore dell'atlante.
L'incidenza dell'occipitalizzazione dell'atlante è quindi bassa ma se presente, questa anormalità può causare ari problemi neurologici. Futuri studi potranno portare a terapie migliori per trattare I problemi della spina cervicale ed evitare diagnosi errate e trattamenti scorretti o troppo ritardati.

### Compressione Cervicomidollare secondaria da proliferazione del legamento atlantale trasverso
Per questo studio del Dipartimento di Neurochirurgia del West China Hospital, Università di Sichuan, Chengdu è stato preso il caso di un uomo di 62 anni ricoverato con progressiva debolezza agli arti e disturbi sensoriali della durata di un anno. L'esame neurologico ha rivelato una moderata debolezza di tutte e quattro le estremità con un livello sensoriale cervicale. Il riflesso tendineo profondo era iperattivo con risposta plantare ascendente bilaterale. La risonanza magnetica ha rivelato una massa extradurale retro-atlantoassiale, omogeneamente isointensa sulla sequenza pesata in T1 e relativamente ipointensa sulla sequenza pesata in T2. Non c'era evidenza di calcificazione o spondilosi sulla tomografia computerizzata (TC) e radiografie semplici. L'ampio lavoro di laboratorio, compresi gli studi immunologici, non ha mostrato alcuna anomalia. L'emilaminectomia C1-2 e la craniectomia occipitale parziale sono state eseguite per esporre la lesione. Durante l'operazione è stata chiaramente visualizzata una massa simile a un legamento aderente alla vertebra e alla dura madre; è quindi stata eseguita la resezione totale parziale. L'esame istopatologico congelato intraoperatorio ha confermato la massa come struttura legamentosa. Il decorso postoperatorio è stato regolare e si è registrato un rapido miglioramento della funzione neurologica degli arti inferiori. È stato dimesso in settima giornata postoperatoria e si è ripreso dai deficit neurologici durante il follow-up di due anni.
La compressione cervicomidollare da lesioni derivanti dal legamento trasverso dell'Atlante (TLA) è estremamente rara. In questo paziente, l'immagine fondante del TLA proliferativo ha le seguenti caratteristiche massa extradurale retro-atlantoassiale con evidente compressione cervico-midollare anteriore; è omogeneamente isointenso al tessuto neurale sulla sequenza pesata in T1 e relativamente ipointenso sulla sequenza T2; Nessun miglioramento del contrasto e nessuna evidenza di calcificazione, erosione ossea, distruzione ossea o spondilosi nella radiografia cervicale X e nella TC. Istologicamente, si osservano alterazioni proliferative del legamento nella matrice fibrosa senza evidenza di calcificazione e deposizione di sale nel legamento proliferativo. La fisiopatologia di questa condizione è totalmente diversa da quella della deposizione di cristalli di pirofosfato di calcio (CPCD) di TLA, la lesione segnalata più comune derivante dal TLA. La chirurgia è l'unico modo per trattare la compressione cervico-midollare in questa condizione. Poiché il legamento proliferativo è non invasivo e lentamente progressivo, l'obiettivo della chirurgia dovrebbe concentrarsi sulla decompressione e sulla protezione della giunzione cervico-midollare insieme al mainstreaming della stabilità atlantoassiale. Sia l'imaging preoperatorio che le sezioni istopatologiche congelate intraoperatorie sono essenziali per la diagnosi definitiva e per decidere l'ambito della resezione. Finché le strutture legamentose sono confermate, la resezione subtotale è sufficiente per la decompressione. Tuttavia, poiché la comprensione di questa malattia è molto limitata, è ancora incerto se vi sia una proliferazione continua e una maggiore instabilità atlantoassiale dopo l'intervento chirurgico.